# Cueta gallagheri
Cueta gallagheri är en insektsart som beskrevs av Hölzel 2001. Cueta gallagheri ingår i släktet Cueta och familjen myrlejonsländor. Inga underarter finns listade i Catalogue of Life.